# Jeera Jarernsuk
Jeera Jarernsuk (thailändisch ฉัตรชัย คุ้มพญา, * 18. Mai 1985 in Phichit), auch als Chai (thailändisch ชัย) bekannt, ist ein thailändischer Fußballspieler.

## Karriere
Das Fußballspielen erlernte Jeera Jarernsuk in der Jugend vom Chonburi FC. 2005 unterschrieb er seinen ersten Vertrag beim Bangkok University FC, dem heutigen Bangkok United. Für Bangkok spielte er bis 2010 85 Mal. 2011 wechselte er zum Erstligisten Chonburi FC. Nach nur einem Jahr und vier Einsätzen ging er 2012 zum Ligakonkurrenten Songkhla United FC. Hier spielte er bis Mitte 2013. Die Rückrunde 2013 wurde er von Pattaya United verpflichtet. Pattaya belegte zum Ende der Saison den 17. Tabellenplatz und musste somit in die Zweite Liga absteigen. Der Erstligist Chainat Hornbill FC nahm ihn 2014 unter Vertrag. Für den Verein aus Chainat absolvierte er 71 Spiele. Ende 2019 musste er mit dem Verein in die zweite Liga absteigen. Nach dem Abstieg wurde sein Vertrag nicht verlängert. Seit Anfang 2020 ist er vertrags- und vereinslos.

## Erfolge
Bangkok University
- 2006 – Thai Premier League

Chainat Hornbill FC
- 2017 – Thai League 2